# Bryocamptus morrisoni
Bryocamptus morrisoni är en kräftdjursart som först beskrevs av Claude Chappuis 1928.  Bryocamptus morrisoni ingår i släktet Bryocamptus och familjen Canthocamptidae.

## Underarter
Arten delas in i följande underarter:
- B. m. elegans
- B. m. morrisoni